# Diomede Borghesi
Diomede Borghesi, né en 1539 à Sienne et mort dans cette même ville en 1598, est un grammairien, linguiste et écrivain italien du XVIe siècle.

## Biographie
Diomede Borghesi naquit à Sienne, d’une famille noble et ancienne. Dans sa jeunesse, la vivacité de son esprit et son caractère irritable l’entraînèrent dans des fautes qui le firent, dit-on, bannir de sa patrie. Il est certain qu’il en fut longtemps éloigné, et qu’il mena pendant plus de vingt ans une vie errante, dans les principales villes et dans plusieurs cours d’Italie. Il lui fut enfin permis, en 1574, de retourner dans sa patrie ; il n’y resta pas longtemps, et se remit à parcourir Bologne, Rome, Padoue, Venise, Brescia, Turin, etc. Le grand-duc Ferdinand de Médicis, qui faisait le plus grand cas de son savoir, entreprit de le fixer auprès de lui, en lui donnant le titre de son gentilhomme. Ce prince ayant ensuite créé à Sienne, en 1589, une chaire de langue toscane pour la nation allemande, y nomma Borghesi, qui l’occupa avec beaucoup de succès et un grand concours d’élèves jusqu’à sa mort, arrivée en 1598. Il était orateur éloquent, bon poète, et surtout très-savant dans la langue toscane, dont il était regardé, à ce qu’il assure, comme le régulateur et l’arbitre. Il fut un des plus fermes soutiens de l’académie des Intronati, où il prit le titre de lo Svegliato (l’Eveillé), qui pouvait s’appliquer et à la vivacité de son esprit et à ses veilles. Il écrivait ou étudiait habituellement quinze heures tant de jour que de nuit, et c’est à quoi l’on attribue les maux d’yeux et les autres infirmités dont il fut tourmenté pendant les dix-huit dernières années de sa vie.

## Œuvres
- Rime, libro primo, Padoue, 1566, in-8° ; secondo libro, ibid., 1567, in-8° ; terzo volume, ibid., 1568, in-8° ; quarto volume, Pérouse, 1570, in-8° ; quinto volume, Viterbe, 1571, in-8°. L’auteur déclara, en 1578, dans une lettre rendue publique, qu’il ne reconnaissait point comme de lui ces poésies publiées sous son nom, attendu qu’elles avaient été pour la plupart composées dans son enfance. Il répéta cette déclaration en 1581 et en 1584. Cela veut dire seulement qu’étant un des premiers fruits de sa jeunesse, il les regardait dans un âge mûr comme indignes de lui. Crescimbeni en parle cependant avec estime.
- Lettere famigliari, Padoue, 1578, in-4°, lettres élégamment écrites, mais peu intéressantes pour le fond.
- Lettere discorsive, prima parte, Padoue, 1584, in-4° ; seconda parte, Venise, 1584, in-4° ; terza parte, qui ne fut publiée qu’après la mort de l’auteur, par ses deux frères, Pietro et Claudio Borghesi, Sienne, 1603, in-4°. Les trois parties ont été réimprimées ensemble en un seul volume, Rome, 1701, in-4°. Ces lettres, qui roulent généralement sur les règles et sur les beautés de la langue toscane, sont regardées comme classiques.
- Quelques discours oratoires, et des poésies diverses éparses dans plusieurs recueils.
- Il avait laissé des Observations sur le Décameron de Boccace, un Traité de la langue toscane, et quelques autres ouvrages philologiques, qui n’ont point été imprimés.